# Douglasiidae
Famille
Douglasiidae est une famille d'insectes appartenant à l'ordre des Lépidoptères.